# フランボヤント
「フランボヤント」(Flamboyant)は、ペット・ショップ・ボーイズの楽曲。2003年発売のベスト・アルバム『ポップアート』に収録された新曲2曲の内の1曲で、翌年にシングル・カットされた。
ミュージック・ビデオは日本を舞台にしており、『欽ちゃん&香取慎吾の全日本仮装大賞』の映像が使用されている。
シングル・ジャケットのタイトル表記にも日本語が用いられている。

## 収録曲
シングルCD
1. Flamboyant (single mix) - 3:40
2. I Didn't Get Where I Am Today - 3:37

## チャート
| チャート (2004年)                        | 最高位 |
| ---------------------------------------- | ------ |
| ベルギー (Ultratip Flanders)             | 13     |
| デンマーク (Tracklisten)                 | 13     |
| フランス (SNEP)                          | 81     |
| ドイツ (GfK Entertainment charts)        | 43     |
| ハンガリー (Single Top 40)               | 5      |
| アイルランド (IRMA)                      | 33     |
| アイルランド ダンス (IRMA)               | 3      |
| ルーマニア (Romanian Top 100)            | 83     |
| スコットランド (Official Charts Company) | 13     |
| スペイン (PROMUSICAE)                    | 9      |
| スウェーデン (Sverigetopplistan)         | 43     |
| UK シングルス (OCC)                      | 12     |